# مایا گرونبیک
مایا گرونبیک (دانمارکی: Maja Grønbæk؛ زادهٔ ۳۰ ژانویهٔ ۱۹۷۱) بازیکن هندبال اهل دانمارک بود.
از افتخارات وی میتوان به کسب مدال طلا به‌همراه تیم ملی هندبال زنان دانمارک در بازی‌های المپیک تابستانی ۲۰۰۰ اشاره کرد. 